# Banque nationale de Bulgarie
La Banque nationale de Bulgarie est la banque centrale de la république de Bulgarie. Elle fut créée le 25 janvier 1879 et fait partie du Système européen de banques centrales.

## Histoire
Le 25 janvier 1879, le commissaire impérial russe en Bulgarie, le prince Alexandre Dondukov-Korsakov, approuva les statuts de la Banque nationale bulgare. Le 4 avril 1879, le premier gouverneur de la BNB fut nommé, la Banque fut officiellement inaugurée le 23 mai et réalisa sa première opération bancaire le 6 juin. La loi sur le droit de frapper monnaie dans la Principauté fut adoptée en 1880, instituant la monnaie nationale bulgare, le lev. L'année suivante, la Bulgarie frappa ses premières pièces de 2, 5 et 10 stotinki.
Au cours de la Seconde Guerre mondiale, la BNB fut à nouveau contrainte de prêter de l'argent au gouvernement et de faire face à la dépréciation du lev.
La loi sur les banques de 1947 a opéré une réforme radicale: les banques privées ont été nationalisées et le système bancaire, transformé sur le modèle soviétique, a fonctionné jusqu'à la fin des années 1980. La BNB a été chargée de fournir tous les services financiers à la nouvelle économie planifiée et ultra-centralisée. La Banque était également tenue de prêter directement au gouvernement et à l'économie, étant directement subordonnée au Conseil des ministres et au ministre des Finances.
En 1952, la Monnaie bulgare a été créée et a commencé à frapper des pièces de monnaie courantes et commémoratives.
Le retour du système bancaire bulgare aux principes de l'économie de marché et de la BNB à ceux d'une banque centrale indépendante n'a été possible qu'en 1991, avec l'entrée en vigueur de deux lois fondamentales: la loi sur le commerce, qui a rétabli les fondements juridiques de la banque commerciale, et la nouvelle loi sur la BNB, qui a rétabli son autonomie et lui a confié la responsabilité de la supervision des banques. 
En 1997, une autre loi sur la BNB a remplacé la précédente; elle a réorganisé le système monétaire et, à partir du 1er juillet, un système de caisse d'émission a été mis en place. Dans un premier temps, le lev bulgare a été indexé sur le deutsche mark, puis, à partir de 1999, sur l'euro, au taux de 1,95583 leva pour 1 euro. Plus tard dans la même année, le lev bulgare a été rebaptisé.
En 2005, des modifications ont été apportées à la loi sur la BNB, garantissant ainsi son indépendance institutionnelle, fonctionnelle, financière et personnelle, modifiant son objectif principal et interdisant expressément à la banque centrale de financer des institutions publiques.
Le 1er janvier 2007, la Bulgarie a rejoint l'Union européenne et, depuis lors, la BNB est membre du Système européen de banques centrales

### Référénces
1. ↑  (en) « Bulgaria Foreign Exchange Reserves, 2003 – 2024 | CEIC Data » [archive du 26 mars 2024], sur www.ceicdata.com (consulté le 12 juin 2025)
2. ↑  (en) « Base Interest Rate », sur bnb.bg (consulté le 6 juillet 2025)
3. ↑  (en) Roumen Avramov, « The Bulgarian National Bank, 1926–1935: Revamping the Institution, Addressing the Depression », dans The Spread of the Modern Central Bank and Global Cooperation, Cambridge University Press, 30 novembre 2023, 268–300 p. (ISBN 978-1-009-36757-8, DOI 10.1017/9781009367578.013, lire en ligne)
4. ↑  G. Kondova, « Restructuring and Privatisation of the Bulgarian Banking Sector », Acta Oeconomica, vol. 50, nos 3/4,‎ 1999, p. 371–384 (ISSN 0001-6373, lire en ligne, consulté le 12 juin 2025)
5. ↑  (en) Agustín Carstens, « The Bulgarian National Bank at 140: central banks and the financial cycle », www.bis.org,‎ 9 juillet 2019 (lire en ligne, consulté le 12 juin 2025)
6. ↑  (en-US) « The Role of the Currency Board in Bulgaria's Stabilization », sur Finance and Development | F&D (consulté le 12 juin 2025)
7. ↑  (en) « Important Dates », sur www.bnb.bg (consulté le 12 juin 2025)